# Milton Leite
Milton Rodrigues Leite (São Paulo, 5 de março de 1959) é um jornalista e locutor esportivo brasileiro. Atualmente trabalha nos canais X-Sports.
Formado pela ECA-USP, onde, por ter crescido numa família alheia a debates políticos, sentiu, ali, as efervescências da politização, começou sua carreira em 1978 na cidade de Jundiaí e a partir daí, passou por diversos veículos de comunicação entre eles a Rádio Difusora de Jundiaí, Jornal da Cidade, Jornal de Jundiaí, além  do jornal O Estado de S. Paulo e a rádio Jovem Pan, onde foi apresentador do Show da Manhã.

## Carreira no jornalismo esportivo

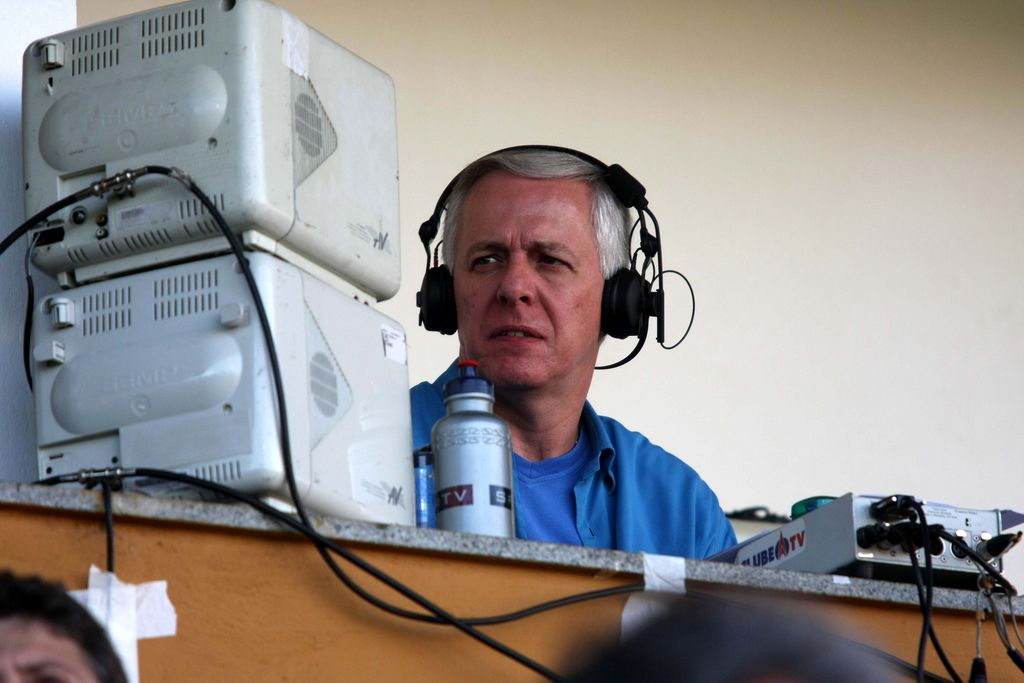
Milton Leite durante a narração de um jogo

Em 1990, na extinta TV Jovem Pan, Milton Leite estreou como narrador em partidas de futebol. Uma curiosidade é que ao invés de gritar gol, Milton dizia "A Emoção Acontece na Pan", no momento máximo do futebol. Em 1995 foi para a ESPN Brasil da qual foi narrador titular e apresentador do programa "Linha de Passe", participou das coberturas da Copa do Mundo da França de 1998 e das Olimpíadas de Sydney 2000 e Atenas 2004. Em Abril de 2005 foi contratado pelo SporTV, substituindo Deva Pascovicci. Pelo canal participou dos jogos da Copa do Mundo da Alemanha em 2006, dos Jogos Pan-Americanos de 2007 no Rio de Janeiro, das Olimpíadas de Pequim 2008 e da Copa do Mundo 2010 na África do Sul, onde narrou a grande final da competição entre Espanha e Holanda. No SporTV apresentou os programas SporTV Repórter e o Arena SporTV, durante anos como apresentador reserva na ausência do titular Cléber Machado e assumiu o comando do programa quando o mesmo deixou de apresentar em 2010, revezando a apresentação do programa com Maurício Noriega. Também trabalhou na Rádio Cidade Jundiaí.
Além do SporTV, também narrou jogos para o Premiere, canal de pay-per-view da Globo, e também transmissões esportivas da Rede Globo, principalmente entre os anos de 2007 e 2008, onde narrou competições nas manhãs de sábado e domingo e também as finais da Superliga de Vôlei.
É conhecido pelas frases: "Que beleza" que usa para determinar uma jogada mal concluída ou "Meu Deus". Ou ainda na má fase de um clube ou de um jogador ele diz "Que fase". E também pela frase "Olha a batiiiida" que usa para determinar um chute a gol.
No inicio da década de 2010, passou a dividir com Luís Roberto, Rogério Corrêa e Luiz Carlos Júnior as escalas nas transmissões de futebol da TV Globo, onde estreou transmitindo Internacional x Vasco pelo Campeonato Brasileiro, no dia 19 de setembro de 2010.
Em 2011 narrou pela Rede Globo a semifinal entre Barcelona x Real Madrid e a final da Liga dos Campeões da UEFA entre Barcelona x Manchester United. Hoje em dia é considerado um dos melhores narradores do Brasil.
Em dezembro de 2018 começou a apresentar o programa "O Grande Círculo".
Em abril de 2024, anunciou que deixaria o Grupo Globo após 19 anos. Suas últimas transmissões na empresa foram as dos Jogos Olímpicos de Verão de 2024.
Em agosto de 2025 foi confirmado a presença de Milton Leite como um dos narradores do novo canal X-Sports, na TV aberta.

## Carreira como dublador
Entre 1999 e 2006, Milton Leite foi o narrador oficial das edições do jogo de futebol FIFA, da EA Sports, ao lado dos dubladores Antônio Moreno (até 2004) e Orlando Viggiani (em 99 e 2000), e depois do comentarista Rogério Vaughan, da ESPN Brasil. Segundo palavras do próprio Milton, para fazer a versão brasileira do game, depende muito mais de ator do que de narrador, pois está apenas lendo os textos, e não vendo as imagens. Na edição 2007 do game, Milton Leite foi substituído pelo também narrador Nivaldo Prieto, da Band e Fox Sports. Em 2016, Milton Leite foi convidado para substituir Silvio Luiz na narração brasileira do jogo Pro Evolution Soccer 2017, ironicamente rival da série FIFA no mercado, ao lado de Mauro Beting.

## Transmissões

### Futebol
- Campeonato Paulista
- Campeonato Brasileiro
- Copa do Brasil
- Libertadores
- Copa do Mundo

## Livros
Milton lançou seu primeiro livro em 2010, às vésperas do início da Copa do Mundo. A obra recebe o título de "As melhores seleções brasileiras de todos os tempos".
Seu segundo livro, pela mesma editora, a Contexto, foi "Os 11 maiores centroavantes do futebol brasileiro".

## Prêmios
Ganhou por duas vezes os prêmios Comunique-se na categoria Melhor Locutor Esportivo.
Também ganhou o Troféu ACEESP (Associação dos Cronistas Esportivos do Estado de São Paulo) nas categorias Narrador de TV, em 1998, 2000, 2001, 2012, 2013 e 2014 e Narrador de TV por Assinatura, em 2008, 2009, 2010, 2011, 2012, 2013, 2015 e 2016. Por isso, integra o Hall dos Notáveis do Prêmio, por chegar à conquista do Troféu em 10 ocasiões.
| Ano  | Prêmio                                                                     | Categoria                     | Resultado | Ref.          |
| ---- | -------------------------------------------------------------------------- | ----------------------------- | --------- | ------------- |
| 1998 | Troféu ACEESP (Associação dos Cronistas Esportivos do Estado de São Paulo) | Narrador de TV                | Venceu    | [ 12 ]        |
| 2000 | Troféu ACEESP (Associação dos Cronistas Esportivos do Estado de São Paulo) | Narrador de TV                | Venceu    | [ 13 ]        |
| 2001 | Troféu ACEESP (Associação dos Cronistas Esportivos do Estado de São Paulo) | Narrador de TV                | Venceu    | [ 14 ]        |
| 2008 | Troféu ACEESP (Associação dos Cronistas Esportivos do Estado de São Paulo) | Narrador de TV por Assinatura | Venceu    | [ 15 ]        |
| 2009 | Troféu ACEESP (Associação dos Cronistas Esportivos do Estado de São Paulo) | Narrador de TV por Assinatura | Venceu    | [ 16 ]        |
| 2010 | Prêmio Comunique-se                                                        | Locutor Esportivo             | Venceu    |               |
| 2010 | Troféu ACEESP (Associação dos Cronistas Esportivos do Estado de São Paulo) | Narrador de TV por Assinatura | Venceu    | [ 17 ]        |
| 2011 | Troféu ACEESP (Associação dos Cronistas Esportivos do Estado de São Paulo) | Narrador de TV por Assinatura | Venceu    | [ 18 ] [ 19 ] |
| 2011 | Troféu ACEESP (Associação dos Cronistas Esportivos do Estado de São Paulo) | Narrador de TV                | Indicado  | [ 18 ] [ 19 ] |
| 2012 | Troféu ACEESP (Associação dos Cronistas Esportivos do Estado de São Paulo) | Narrador de TV                | Venceu    | [ 20 ]        |
| 2012 | Troféu ACEESP (Associação dos Cronistas Esportivos do Estado de São Paulo) | Narrador de TV por Assinatura | Venceu    | [ 20 ]        |
| 2012 | Prêmio Comunique-se                                                        | Locutor Esportivo             | Venceu    |               |
| 2013 | Troféu ACEESP (Associação dos Cronistas Esportivos do Estado de São Paulo) | Narrador de TV                | Venceu    | [ 21 ]        |
| 2013 | Troféu ACEESP (Associação dos Cronistas Esportivos do Estado de São Paulo) | Narrador de TV por Assinatura | Venceu    | [ 21 ]        |
| 2014 | Prêmio Comunique-se                                                        | Locutor Esportivo             | Venceu    |               |
| 2014 | Troféu ACEESP (Associação dos Cronistas Esportivos do Estado de São Paulo) | Narrador de TV                | Venceu    | [ 22 ]        |
| 2015 | Troféu ACEESP (Associação dos Cronistas Esportivos do Estado de São Paulo) | Narrador de TV por Assinatura | Venceu    | [ 23 ]        |
| 2016 | Troféu ACEESP (Associação dos Cronistas Esportivos do Estado de São Paulo) | Narrador de TV por Assinatura | Venceu    | [ 24 ]        |